# Zasłonak sztywny

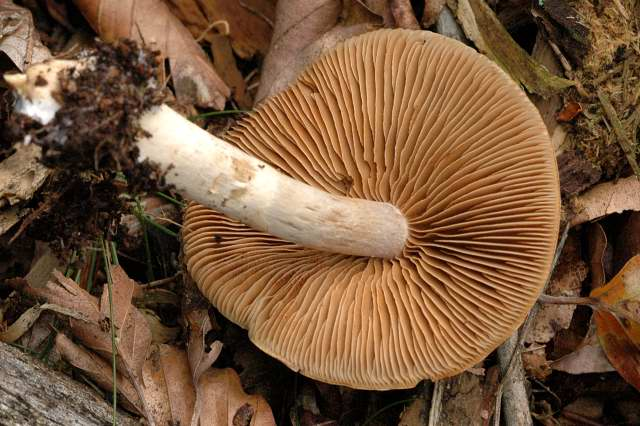

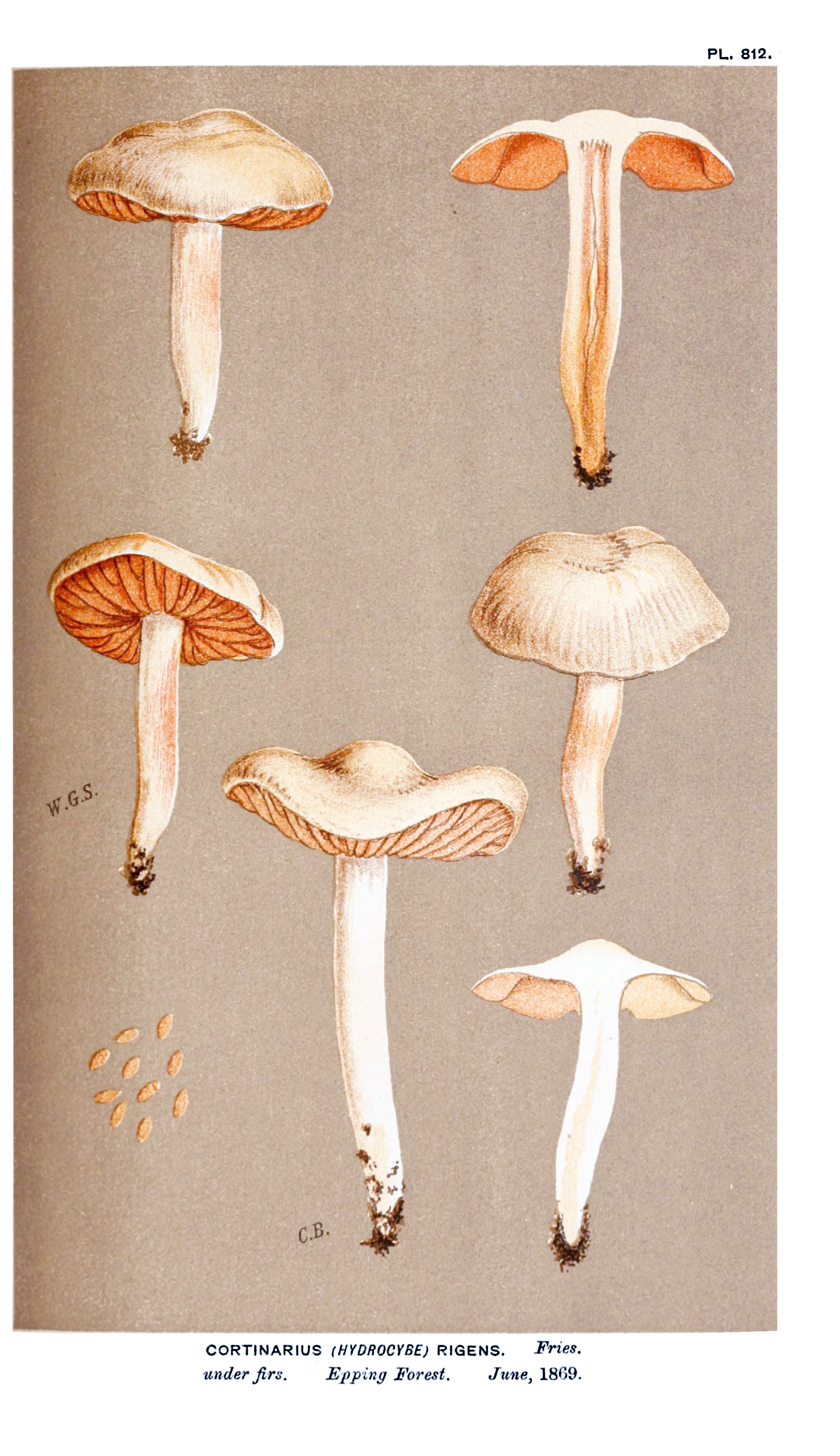

Zasłonak sztywny (Cortinarius rigens (Pers.) Fr.) – gatunek grzybów należący do rodziny zasłonakowatych (Cortinariaceae).

## Systematyka i nazewnictwo
Pozycja w klasyfikacji według Index Fungorum: Cortinarius, Cortinariaceae, Agaricales, Agaricomycetidae, Agaricomycetes, Agaricomycotina, Basidiomycota, Fungi.
Po raz pierwszy zdiagnozował go w 1801 r. Christiaan Hendrik Persoon nadając mu nazwę Agaricus rigens. Obecną, uznaną przez Index Fungorum nazwę nadał mu Elias Fries w 1838 r. Synonimy:

- Agaricus rigens Pers. 1801
- Cortinarius duracinus Fr. 1838
- Cortinarius duracinus Fr. 1838 f. duracinus
- Cortinarius duracinus f. iners Bidaud 2008
- Cortinarius duracinus Fr. 1838 var. duracinus
- Cortinarius duracinus var. raphanicus M.M. Moser 1967
- Hydrocybe duracina (Fr.) Ricken 1915
- Hydrocybe duracina (Fr.) Ricken 1915 var. duracina
- Hydrocybe duracina var. raphanica M.M. Moser 1953
- Hydrocybe rigens (Pers.) Wünsche 1877

Nazwę polską nadał Andrzej Nespiak w 1981 r., Władysław Wojewoda w 1999 r. opisywał go jako zasłonak korzeniastotrzonowy.

## Morfologia
Kapelusz
Średnica 3–6 cm, za młodu półkulisty, potem kolejno dzwonkowaty, łukowaty, w końcu płaski. Powierzchnia matowa, gładka (tylko przy brzegu radialnie włóknista) i higrofaniczna; w stanie suchym ma barwę od kremowej do jasnoochrowej, w stanie wilgotnym jest czerwona do intensywnie czerwonobrązowej. Brzeg pofałdowany, równy i ostry.
Blaszki
Przyrośnięte, szerokie i grube, początkowo ochrowobrązowe, potem rdzawobrązowe. Ostrza równe, miejscami białawe.
Trzon
Wysokość 4–8 cm, grubość 0,5–1 cm, walcowaty lub wrzecionowaty, początkowo pełny, potem pusty, sprężysty, czasami nieco ukorzeniony. Powierzchnia początkowo żółta z białymi włókienkami, potem jasnoochrowa.
Miąższ grzyba
Cienki, w stanie suchym kremowy, w stanie wilgotnym ochrowobrązowy. Smak ściągający, zapach słaby, rzodkwiowy.
Cechy mikroskopowe
Skórka zbudowana ze splątanych, cienkich strzępek zawierających wewnątrz ochrowy pigment. Podstawki cylindryczne, lub słabo rozszerzone na końcach, 2 lub 4–zarodnikowe. Bazydiospory elipsoidalne, bardzo słabo brodawkowane, prawie gładkie, żółtoochrowe, o rozmiarach 7,5–11 × 4 –6 μm.
Gatunki podobne
Charakterystycznymi cechami tego gatunku są; jasny (w stanie suchym) kolor, gładki i lśniący trzon, zupełny brak odcieni niebiesko-fioletowych i mała ilość pozostałości osłony. Wśród gatunków podobnych wymieniany jest Cortinarius contractus Rob. Henry, ale nie rośnie on w Polsce.

## Występowanie i siedlisko
Znane są jego stanowiska tylko w Europie i Kanadzie. W piśmiennictwie naukowym na terenie Polski jako (Cortinarius phoeniceus) do 2003 r. podano 3 stanowiska. Aktualne stanowiska podaje także internetowy atlas grzybów. W Polsce gatunek rzadki. Znajduje się na Czerwonej liście roślin i grzybów Polski. Ma status E – gatunek wymierający.
Grzyb mykoryzowy. Rośnie na ziemi w lasach zarówno iglastych, jak liściastych (pod bukami i dębami). Owocniki wytwarza od sierpnia do października.
Grzyb niejadalny.